# Lacerta viridis
Il ramarro orientale (Lacerta viridis Laurenti, 1768) è un sauro della famiglia dei Lacertidi, di colore verde brillante, rapidissimo nei movimenti. Può vivere fino a vent'anni.

## Descrizione

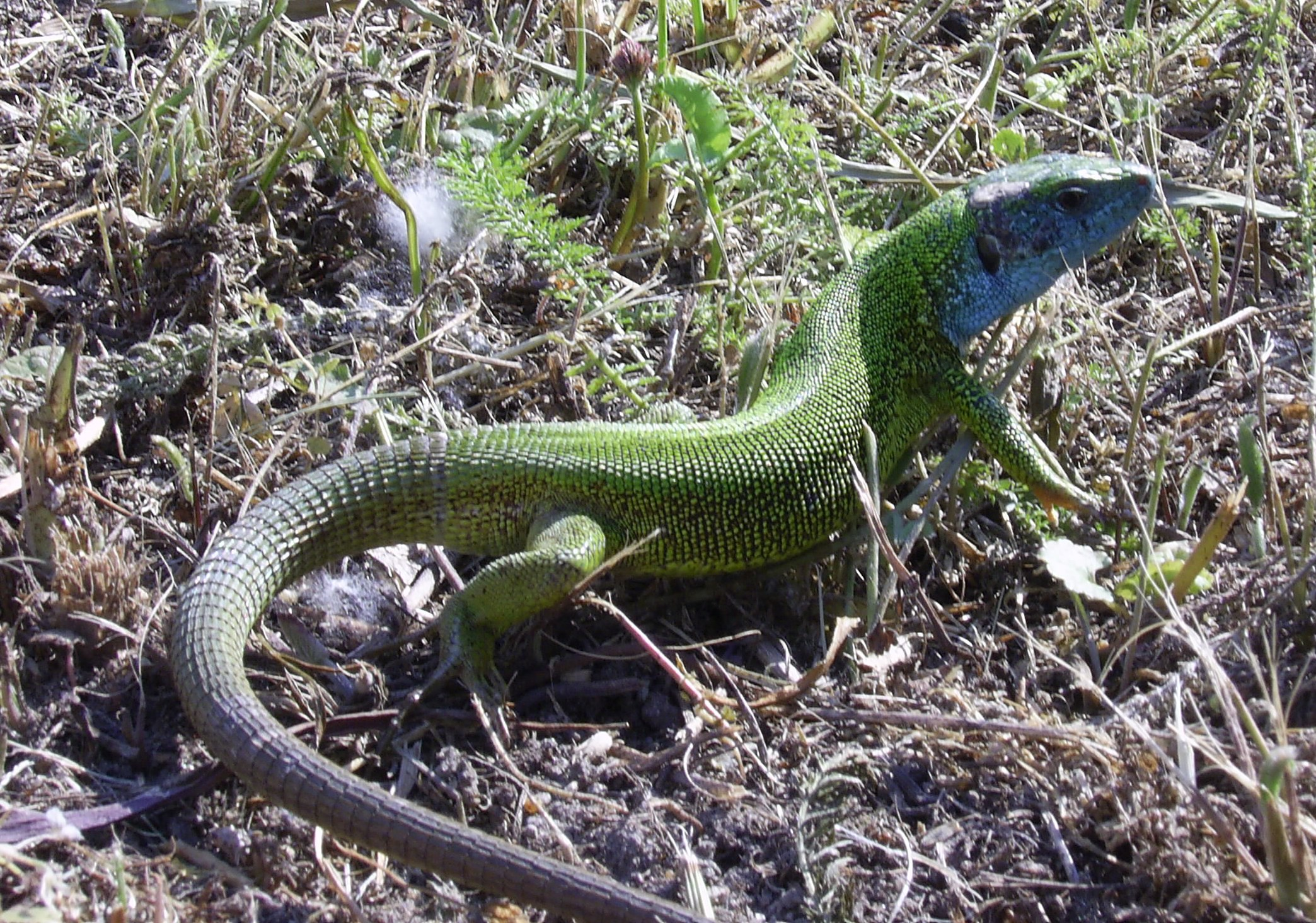
Lacerta viridis

La forma del corpo è quella tipica delle lucertole. Le dimensioni sono però maggiori: la lunghezza può raggiungere i 45 cm (coda compresa), anche se generalmente non supera i 12 cm (coda esclusa).
Nei maschi, il dorso è verde brillante; nelle femmine è più scuro e presenta da due a quattro striature longitudinali chiare.
Le parti ventrali tendono al giallo. Nei maschi il pene è di color giallo ocra tendente sull'arancione.
Nel periodo degli amori, la gola dei maschi diventa azzurra.
I maschi si distinguono inoltre dalle femmine per le dimensioni della testa (più grossa) e per una maggiore larghezza della base della coda.

## Biologia

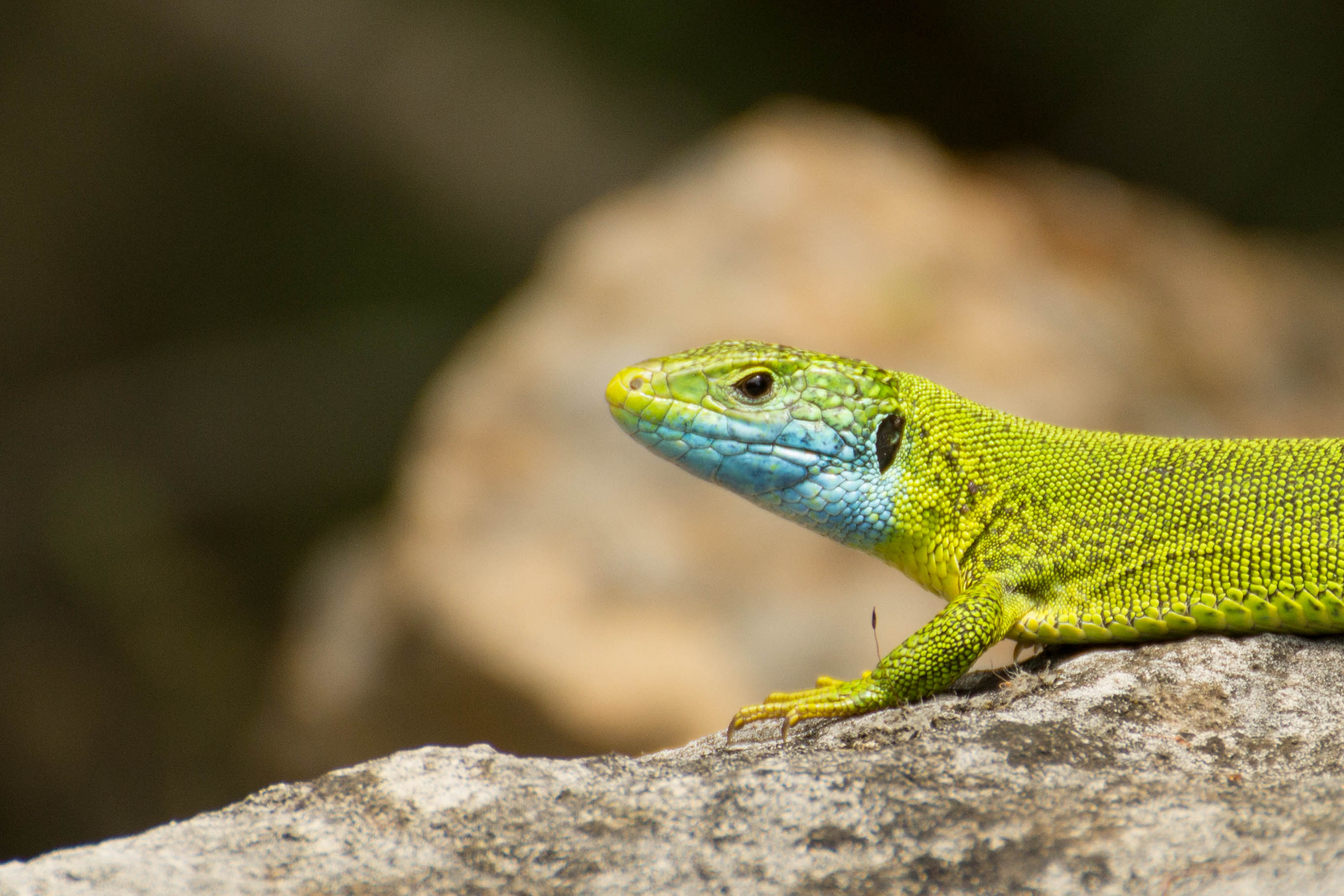
Lacerta viridis.

I ramarri sono animali territoriali con abitudini diurne. Frequentano di preferenza i pendii assolati, i prati con cespugli, le boscaglie e i bordi di strade e sentieri. Non è facilmente visibile a causa della sua indole timida che lo spinge a nascondersi in presenza dell'uomo. Contrariamente alla Lucertola muraiola non si arrampica volentieri, ma preferisce restare mimetizzato tra l'erba. Il ramarro passa inattivo il periodo invernale in anfratti del terreno.

### Alimentazione
I ramarri si nutrono di insetti e altri piccoli artropodi, uova di uccelli. La loro alimentazione è integrata da bacche e altri prodotti vegetali.
Se nati in cattività, si possono adattare a cibarsi di carne, venendo meno all'istinto di catturare solo animali vivi.

### Riproduzione
I ramarri depongono da 5 a circa 20 uova dal guscio non rigido, lunghe 15–18 mm. Le uova vengono collocate in buche scavate nel terreno, al riparo della vegetazione, e si schiudono dopo 2-3 mesi circa.
Nella stagione riproduttiva, i maschi lottano tra loro sollevando la parte anteriore del corpo, in modo da evidenziare il sottogola azzurro, e avanzano frustando l'aria con la coda, finché il rivale non dà segni di sottomissione. Una volta conquistata la femmina, durante l'accoppiamento, queste vengono trattenute dai maschi tramite un morso sul fianco: in primavera è quindi possibile riscontrare sul loro corpo evidenti cicatrici a forma di "V".

## Distribuzione
Lacerta viridis
     Lacerta bilineata
     Zona di ibridazione

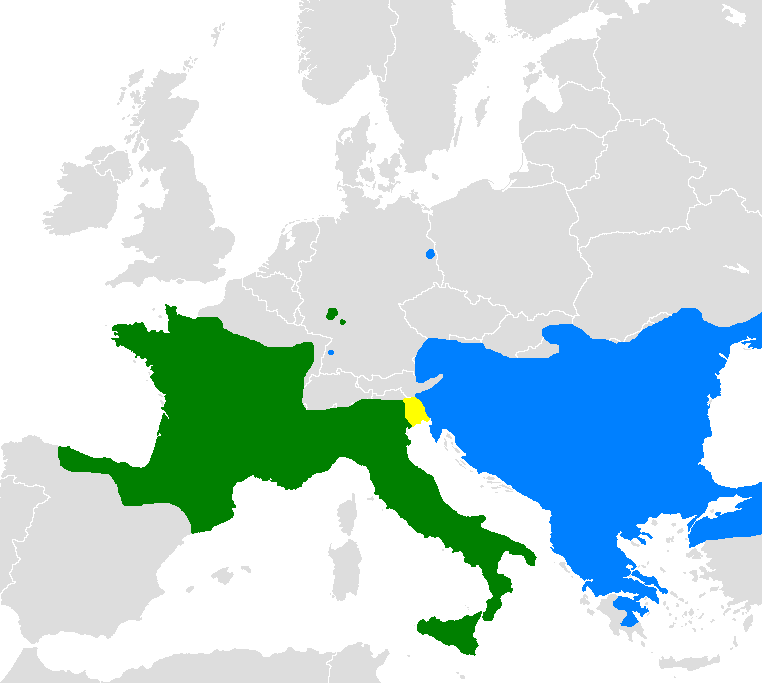
Lacerta viridis
Lacerta bilineata
Zona di ibridazione

Il ramarro orientale è distribuito nelle regioni a clima temperato dell'Europa orientale (Austria, Germania, Slovenia, Bosnia ed Erzegovina, Croazia, Macedonia, Serbia, Montenegro, Albania, Grecia, Bulgaria, Repubblica Ceca, Slovacchia, Ungheria, Moldova, Polonia, Romania, Ucraina) ed in Turchia.

In Friuli-Venezia Giulia, Emilia-Romagna e nella parte orientale del Veneto il suo areale si sovrappone parzialmente a quello della Lacerta bilineata, diffusa in Europa occidentale.

## Il ramarro nella cultura popolare italiana
In alcune varianti della lingua veneta il ramarro è chiamato ligaor o ligaore, ossia "legatore", poiché i contadini di questa credevano che l'animale fosse in grado di incantare le prede con lo sguardo (si tratta di fantasia popolare).